# Sennia acaciae
Sennia acaciae är en stekelart som beskrevs av De Stefani 1907. Sennia acaciae ingår i släktet Sennia och familjen puppglanssteklar.
Artens utbredningsområde är Eritrea. Inga underarter finns listade i Catalogue of Life.